# 정민지
정민지(1988년 11월 6일 ~ )는 대한민국의 배우이다.

## 출연작

### 영화
- 《인천상륙작전》 (2016년) - 옥길련 역
- 《막걸스》 (2015년) - 세미 역
- 《청담보살》 (2009년) - 처녀 귀신 역
- 《여고괴담 5: 동반자살》 (2009년) - 정민지 역
- 《그를 만나다》 (2007년) - 소녀 역

### 드라마
- 《아임 쏘리 강남구》 (SBS, 2016년)
- 《해피 엔딩》 (JTBC, 2012년)

### 뮤직비디오
- 유승찬 - 파도